# Niederrimbach
Niederrimbach ist ein Stadtteil von Creglingen im Main-Tauber-Kreis im fränkisch geprägten Nordosten Baden-Württembergs.

## Geographie
Niederrimbach entstand in einer Talweitung des Rindbachs am Einfluss eines kleinen Seitentals. Zur Gemarkung der ehemaligen Gemeinde Niederrimbach gehören das Dorf Niederrimbach (⊙) und der Weiler Standorf (⊙). In Niederrimbach entspringen drei Quellen der Hohenloher Wasserversorgungsgruppe, deren Versorgungsbereich von der Jagst bis an die Tauber reicht.

## Geschichte

### Mittelalter
Der Ort wurde im Jahre 1045 erstmals urkundlich als Rimbach erwähnt. 1338 folgte eine weitere urkundliche Erwähnung als Niedernrentpach. Herzog Heinrich VII. von Bayern Im verkaufte im 11. Jahrhundert seinen Besitz in Niederrimbach zusammen mit Creglingen an das Bistum Bamberg. Einzelne Güter der Herren von Röttingen kamen im Jahre 1103 an das Kloster Hirsau und von diesem 1125 ebenfalls an das Bistum Bamberg. Im 13. Jahrhundert war der Ort im Besitz der Herren von Hohenlohe und wurde im Jahre 1277 von Gottfried von Brauneck dem Reich zu Lehen aufgetragen. Hans von Vestenberg wurde von Hohenlohe 1357 mit dem halben Dorf belehnt. Daneben bestand Eigentum der Herren von Finsterlohr und der von Rhein. Letzteres wurde im Jahre 1338 dem Burggrafen von Nürnberg aufgetragen. Seitdem war die Herrschaft zwischen Hohenlohe und Brandenburg geteilt. Als Hohenlohische Lehensträger vor Ort traten die Herren von Reinsbronn, die Mertin von Mergentheim, die von Enheim und Truchsessen von Baldersheim auf. Die von Baldersheim erwarben im Jahre 1421 auch die Vogtei und das Gericht von den von Enheim.

### Neuzeit
Seit 1602 stand der Ort unter gemeinsamer unmittelbarer Herrschaft durch Hohenlohe und Brandenburg-Ansbach. Der Schultheiß war hohenlohisch, Kirche und Friedhof wiederum brandenburgisch. Niederrimbach gehörte zur Zehnt Hart. 1797 gelangte Niederrimbach durch Landesvergleich ganz an Ansbach. Der Ort fiel im Jahre 1806 an Bayern und bereits 1810 wiederum an Württemberg und gehörte seitdem zum Oberamt Mergentheim und seit 1938 zum Landkreis Mergentheim, der zum 1. Januar 1973 im neu gebildeten Main-Tauber-Kreis aufging.
Am 1. Februar 1972 wurde Niederrimbach in die Stadt Creglingen eingegliedert.

### Einwohnerentwicklung
Die Bevölkerung von Niederrimbach und den umgebenden Wohnplätzen auf dessen Gemarkung  entwickelte sich wie folgt:
| Jahr | Gesamt |
| ---- | ------ |
| 1961 | 261    |
| 1970 | 248    |
| 2016 | 187    |

Am 31. Dezember 2016 lebten auf der Gemarkung des Creglinger Stadtteils Niederrimbach 187 Menschen. Diese verteilten sich auf die folgenden Wohnplätze: Niederrimbach (144 Einwohner) mit Standorf (43 Einwohner).

## Politik
Die Blasonierung des Niederrimbacher Wappens lautet: In Gold ein blauer Schräglinks-Wellenbalken, beiderseits begleitet von je einem zum Schräglinks-Wellenbalken gewendeten roten Rind.

## Religion
Im Jahre 1369 wurde Niederrimbach kirchlich als Filiale von Creglingen erwähnt. Spätestens seit der Reformation bestand eine eigene evangelische Pfarrei. Die Katholiken gehören kirchlich zu Creglingen.
Die evangelische Kirchengemeinde Niederrimbach umfasst den Stadtteil Niederrimbach der Stadt Creglingen. Heute wird die evangelische Kirchengemeinde Niederrimbach vom Pfarramt Münster betreut.

## Kultur und Sehenswürdigkeiten

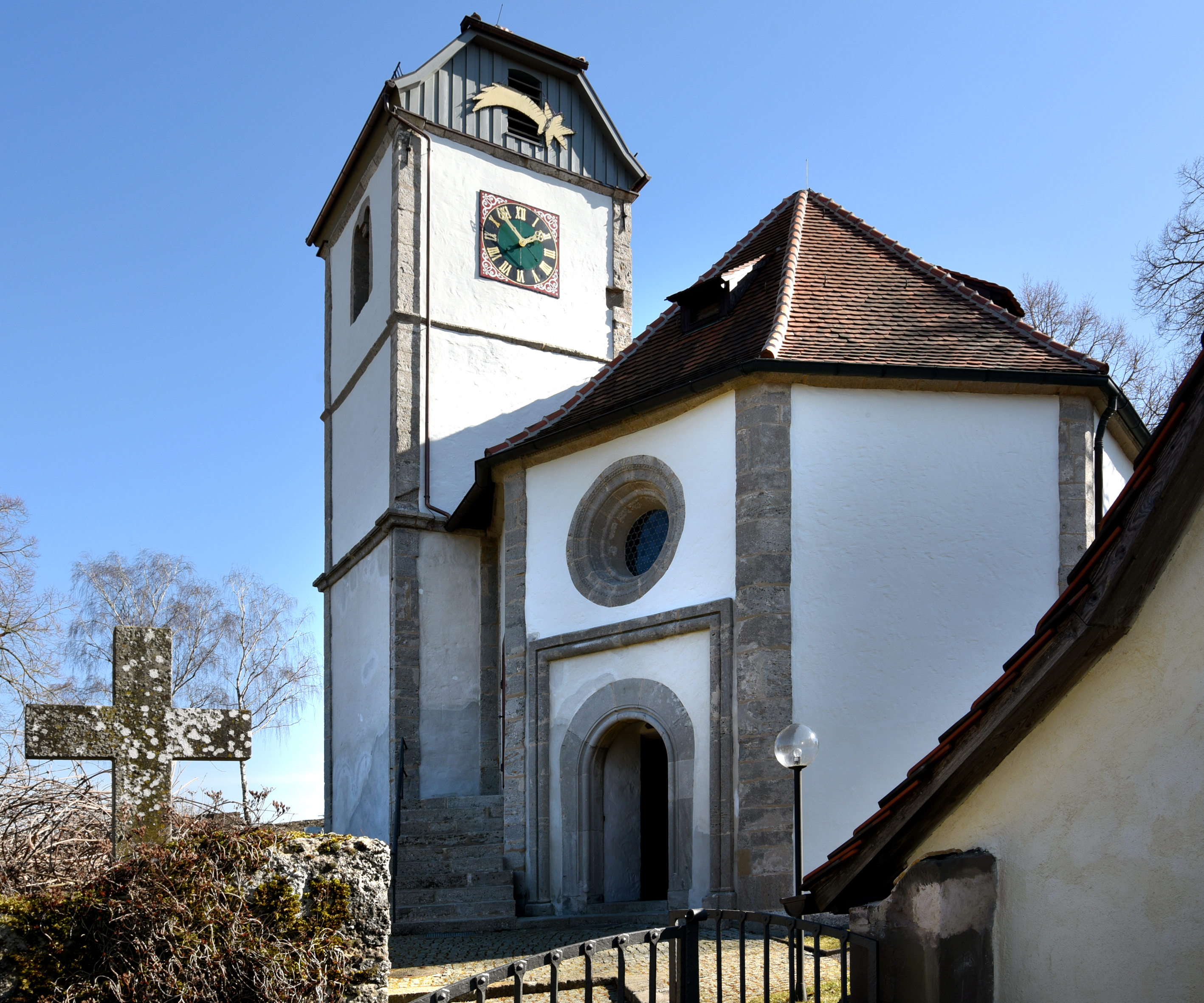
Ulrichskapelle im Niederrimbacher Teilort Standorf

### Evangelische Kirche
Die evangelische Pfarrkirche im Ort ist ein gotischer Bau mit Chorturm. In der Kirche befindet sich ein Taufstein von 1603.

### Ulrichskapelle
In Standorf, einem Teilort auf der Gemarkung von Niederrimbach, steht die bekannte Ulrichskapelle, eine ehemalige Wallfahrtskapelle. Dabei handelt es sich um einen Oktogonbau. Der romanische Zentralbau wurde im Jahre 1228 erbaut wurde.

## Verkehr
Niederrimbach ist aus nordöstlicher und aus südwestlicher Richtung jeweils über die L 1003 zu erreichen, die den Ort durchquert.

## Persönlichkeiten
Der bekannte Physiker und Raketenforscher Ernst Stuhlinger wurde 1913 in Niederrimbach geboren und im Jahre 1962 von der damals noch selbstständigen Gemeinde Niederrimbach zum Ehrenbürger ernannt.